# Megan Moulton-Levy
Megan Moulton-Levy (Grosse Pointe, 11 marzo 1985) è un'ex tennista statunitense.

## Carriera
Megan Moulton-Levy ha giocato nei college al College of William & Mary in Williamsburg, dal 2004 al 2008.
È stata una quattro volte Colonial Athletic Association (CAA) Women's Tennis Player of the Year; queste selezioni le hanno contrassegnato come solo la seconda atleta, riguardante lo sport o altri generi, ad aver dilagato mai tale premio nella storia della CAA. Le sue tre selezioni ai CAA Tournament MVP sono le migliori.
Megan Moulton-Levy è stata la sesta americana a raggiungere le semifinali al 2006 NCAA Singles Championship e la finale del 2007 NCAA Doubles Championship. Ha ricuevuto per due volte il National ITA/Arthur Ashe, Jr. Award per il gioco di squadra e per la sportività.

## Statistiche

### Doppio

#### Vittorie (1)
| Legenda: Dal 2009     |
| --------------------- |
| Grande Slam (0)       |
| Ori Olimpici (0)      |
| WTA Championships (0) |
| Premier Mandatory (0) |
| Premier 5 (0)         |
| Premier (0)           |
| International (1)     |
| WTA 125s (0)          |

| N. | Data          | Torneo                    | Superficie | Compagna     | Avversarie in finale         | Punteggio           |
| 1. | 6 aprile 2014 | Monterrey Open, Monterrey | Cemento    | Darija Jurak | Tímea Babos Vol'ha Havarcova | 7–6(5), 3-6, [11-9] |